# José Luis Muñoz León
José Luis Muñoz León (Málaga, Andalucía, España; 23 de febrero de 1997) es un futbolista español. Juega como mediocentro defensivo y su equipo actual es el FC Cartagena de la Segunda División de España
Este futbolista llegó a ser capitán en el Málaga CF.

## Trayectoria
Es un defensa central formado en La Academia MCF, desde categoría infantil hasta juvenil, donde ganó la Copa de Campeones de España (2015-16) con el División de Honor dirigido por Sergio Pellicer. Con apenas 20 años, debutó con el primer equipo del Málaga CF en la Liga Santander en el Camp Nou frente al FC Barcelona en el curso 2016-17, donde disputó cinco partidos y sumó 380 minutos en Primera División, mientras se consolidaba en un Atlético Malagueño con el que logró la liga del Grupo IX de Tercera División (2016-17) quedándose a un paso del ascenso.
En agosto de 2017, el CD Lugo anunció la incorporación del central para jugar en segunda división, cedido por el Málaga CF, hasta el verano de 2018. En el club gallego disputaría 12 partidos en la categoría de plata.
En la temporada 2018-19 fue cedido al Córdoba CF también de la Segunda División de España con el que disputa 26 encuentros más otros dos de Copa del Rey, con el que acabaría descendiendo a la Segunda División B.
Durante la temporada 2019-20 sería titular en las filas del Málaga CF, en el que superó la barrera de los 2.000 minutos de juego en LaLiga SmartBank (26 partidos jugados) y demostró su compromiso al ampliar su vinculación con el Club más allá del 30 de junio hasta el cierre de campaña 2019-20. Al término de la temporada se acabaría su contrato con el club malagueño y quedaría libre.
El 1 de octubre de 2020, vuelve a firmar por el Málaga CF de la Segunda División de España por dos temporadas.
El 1 de octubre de 2021, sufriría una rotura de cruzado en la rodilla izquierda, teniendo que pasar por el quirófano y perderse el resto de la temporada.
En la temporada 2022-23, disputaría 30 partidos, no pudiendo evitar el descenso de categoría del conjunto malagueño. 
El 18 de julio de 2023, firma por el FC Cartagena de la Segunda División de España.

## Clubes
| Club                    | País   | Año               |
| ----------------------- | ------ | ----------------- |
| Club Atlético Malagueño | España | 2015 - 2017       |
| Málaga CF               | España | 2017 - 2020       |
| C. D. Lugo (cedido)     | España | 2017 - 2018       |
| Córdoba C.F. (cedido)   | España | 2018 - 2019       |
| Málaga CF               | España | 2019 - 2023       |
| FC Cartagena            | España | 2023 - Actualidad |